# Edward Drożniak

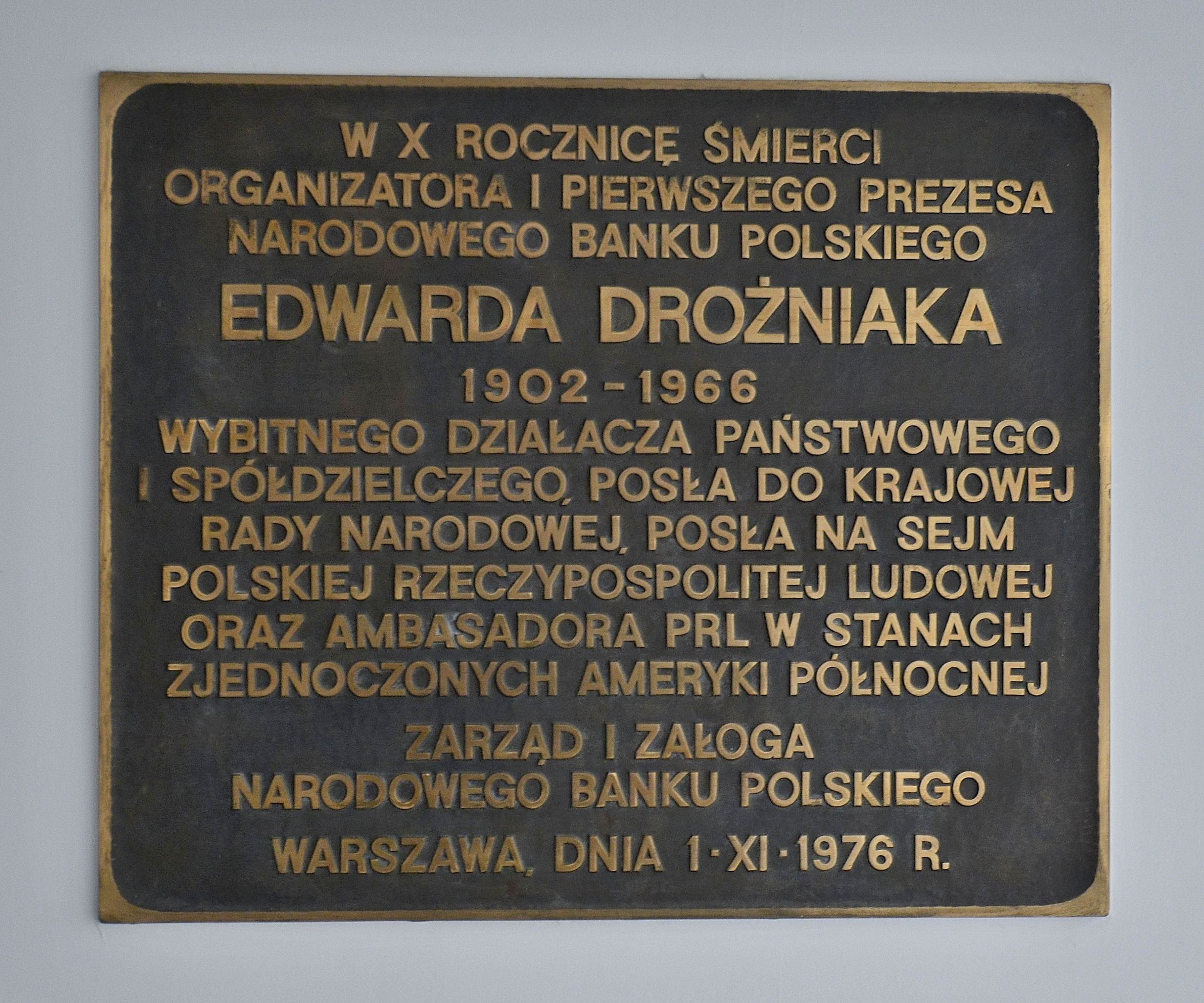
Tablica upamiętniająca Edwarda Drożniaka przy wejściu głównym do gmachu centrali Banku przy Świętokrzyskiej 11/21 w Warszawie

Edward Drożniak (ur. 21 sierpnia 1902 w Rakowie, zm. 1 listopada 1966 w Waszyngtonie) – polski ekonomista, polityk, ambasador.

## Życiorys
Urodził się w rodzinie Jakuba i Stanisławy. W latach 1915–1921 uczęszczał do Gimnazjum im. R. Traugutta w Częstochowie. Podczas wojny polsko-bolszewickiej, od połowy lipca do września 1920 służył jako szeregowiec w 27 pp. Po maturze rozpoczął studia w Warszawie najpierw na politechnice, następnie na Wydziale Ogólnoekonomicznym w Szkole Głównej Handlowej. W okresie studiów był członkiem zarządu Bratniej Pomocy Studentów SGH oraz jednym z założycieli, członkiem i sekretarzem koła Związku Niezależnej Młodzieży Socjalistycznej na tej uczelni. Studia na SGH ukończył w 1925, dyplom otrzymał w 1927. Podczas studiów od lutego 1922 do marca 1924 pracował jako urzędnik w Wydziale Zagranicznym Banku Zjednoczonych Ziem Polskich w Warszawie. Jednocześnie w okresie od września 1923 do czerwca 1932, z przerwą w latach 1927–1929, był asystentem w SGH. Po ukończeniu studiów pracował w spółdzielczości drobnorolniczej w Centralnej Kasie Spółek Rolniczych, w tym w latach 1935–1945 w Krakowie na stanowiskach: kierownika oddziału i członka Zarządu Głównego.
Podczas okupacji niemieckiej był m.in. członkiem grupy ekonomicznej KRN i zajmował się dostarczaniem środków pieniężnych dla organizacji politycznych i wydawnictw lewicowych. W dniu 25 stycznia 1945 w Lublinie został mianowany prezesem Narodowego Banku Polskiego, z misją jego zorganizowania. Jednocześnie w latach 1945–1947 był posłem do KRN z ramienia PPR, a od 1957 do 1961 roku posłem na Sejm PRL II kadencji z ramienia PZPR. 5 lipca 1945 został wysłany przez Tymczasowy Rząd Jedności Narodowej do Wielkiej Brytanii, przewodniczył „delegacji dla przejęcia majątku po byłych rządach emigracyjnych i przeprowadzenia rokowań finansowych likwidacyjnych z czasów wojny”. Brał udział w negocjacjach z rządem emigracyjnym ws. zwrotu wziętego na przechowanie złota.
Delegat na Kongres Zjednoczeniowy w grudniu 1948 oraz na III Zjazd PZPR (1959). Członek Prezydium Ogólnopolskiego Komitetu Frontu Narodowego (1954–1956), następnie członek Prezydium Ogólnopolskiego Komitetu Frontu Jedności Narodu (1958–1966). Prezes Naczelnej Rady Spółdzielczej (1954–1958).
W latach 1956–1961 ponownie był prezesem NBP. Następnie w okresie od 4 czerwca 1961 sprawował funkcję ambasadora Nadzwyczajnego i Pełnomocnego Polskiej Rzeczypospolitej Ludowej w Waszyngtonie. Zmarł w trakcie kadencji na atak serca. Został pochowany na cmentarzu Wojskowym na Powązkach w Warszawie (kwatera C 2-5-14).

22 lipca 1947 odznaczony Krzyżem Komandorskim Orderu Odrodzenia Polski. 

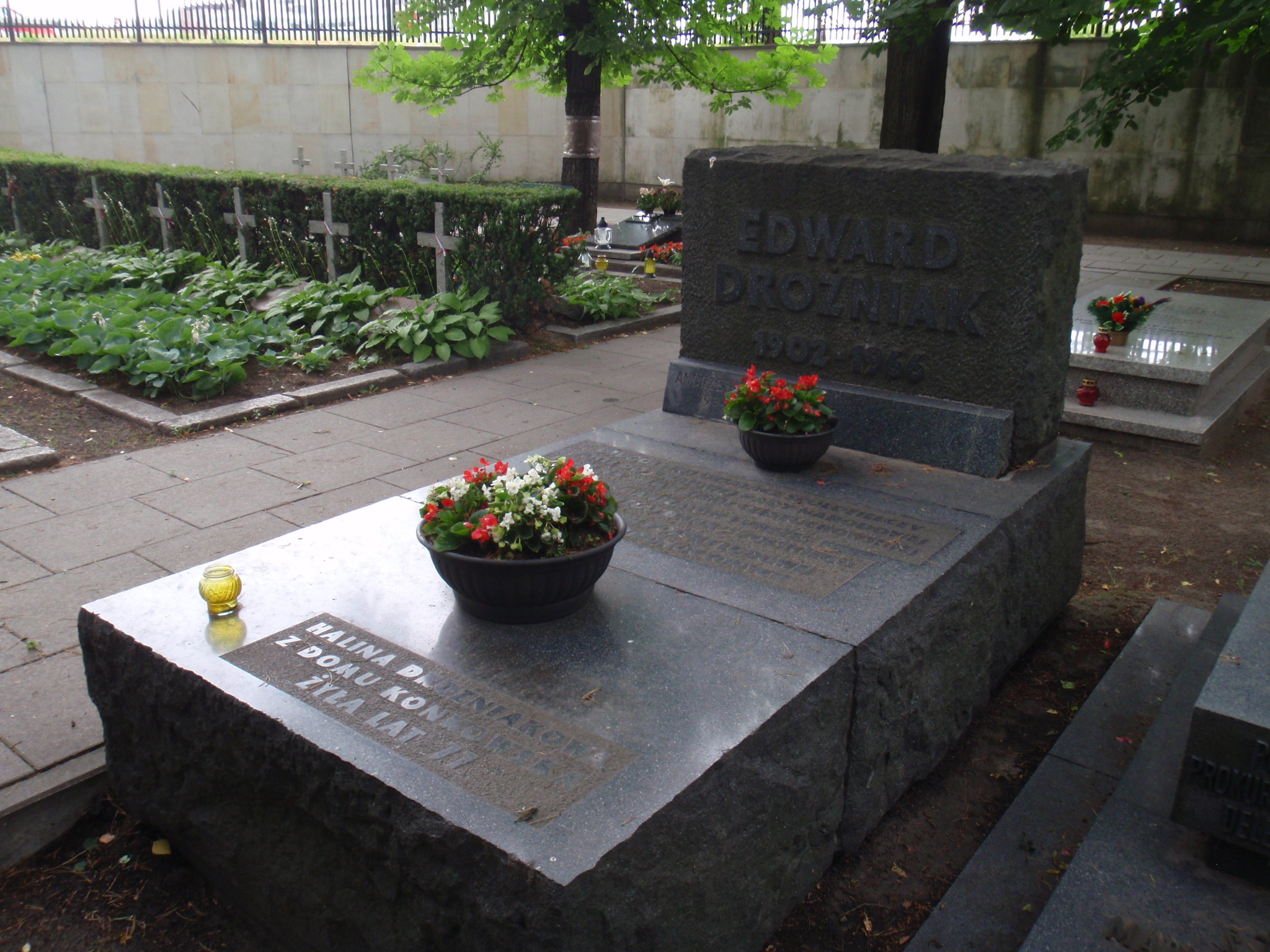
Grób Edwarda Drożniaka na cmentarzu Wojskowym na Powązkach

## Upamiętnienie
- Tablica odsłonięta w 1976 przy wejściu głównym do gmachu centrali Banku przy Świętokrzyskiej 11/21 w Warszawie.